# Ruth Toledano
Ruth González Toledano (León, 1963) es una periodista, activista en defensa de los derechos de los animales y poeta española. En 2009 se convirtió en la primera mujer Cronista de la Villa de Madrid, una designación de carácter honorífico vitalicio que el Ayuntamiento de Madrid realiza desde 1923. 

## Trayectoria
Afincada desde niña en Madrid, es licenciada en Filología Hispánica por la Universidad Complutense de Madrid, pertenece a la primera promoción de la Escuela de Letras de Madrid. Fue columnista habitual de la edición de Madrid del diario El País, y es autora de dos libros de poesía, Paisaje al fin, en 1994 y cinco años después, Ojos de quién, además de coautora de diversas de obras. 
Es Cronista de la Villa de Madrid desde enero de 2009, "por su compromiso cívico contra la intolerancia, por la igualdad de la mujer, a favor del movimiento gay y en defensa de los animales", a propuesta del Grupo Socialista y con los votos del Partido Popular convirtiéndose en la primera mujer que ocupa el puesto.
Creadora y editora del blog antiespecista El caballo de Nietzsche, en eldiario.es. En 2014 durante una protesta en defensa de los animales durante los festejos del Torneo del toro de la Vega resultó agredida.
Es también creadora e impulsora de "Capital Animal", proyecto de arte, cultura y animalismo, cuya primera edición tuvo lugar en Madrid en 2016.

## Obras
- Paisaje al fin, 1994[1]
- Ojos de quién, 1999.[1]